# Dasychira cangia
Dasychira cangia is een vlinder uit de familie spinneruilen (Erebidae), onderfamilie donsvlinders (Lymantriinae). De wetenschappelijke naam van deze soort is voor het eerst geldig gepubliceerd in 1887 door Druce.
De soort komt voor in tropisch Afrika.